# 79144 Cervantes
För andra betydelser, se Cervantes (olika betydelser).
79144 Cervantes eller 1992 CM3 är en asteroid i huvudbältet som upptäcktes den 2 februari 1992 av den belgiske astronomen Eric W. Elst vid La Silla-observatoriet. Den är uppkallad efter den spanske författaren Miguel Cervantes.
Asteroiden har en diameter på ungefär 4 kilometer och den tillhör asteroidgruppen Barcelona.